# Wildemannstaler
Der Wildemannstaler ist eine Talermünze mit Abbildung eines Wilden Manns. Der Wilde Mann taucht erstmals als Wappenhalter auf Münzen von Erich II., Herzog von Herzogtum Braunschweig-Lüneburg und Fürst von Calenberg-Göttingen (1540–1584) auf. Eine besondere Form des Wildemannstalers ist der 1643 geprägte Hausknechtstaler.

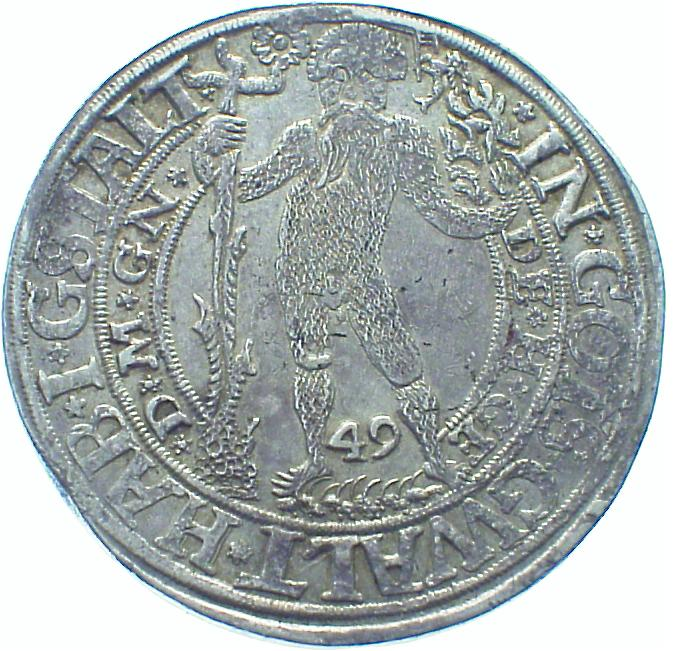
1549: Braunschweig Wolfenbüttel, Taler
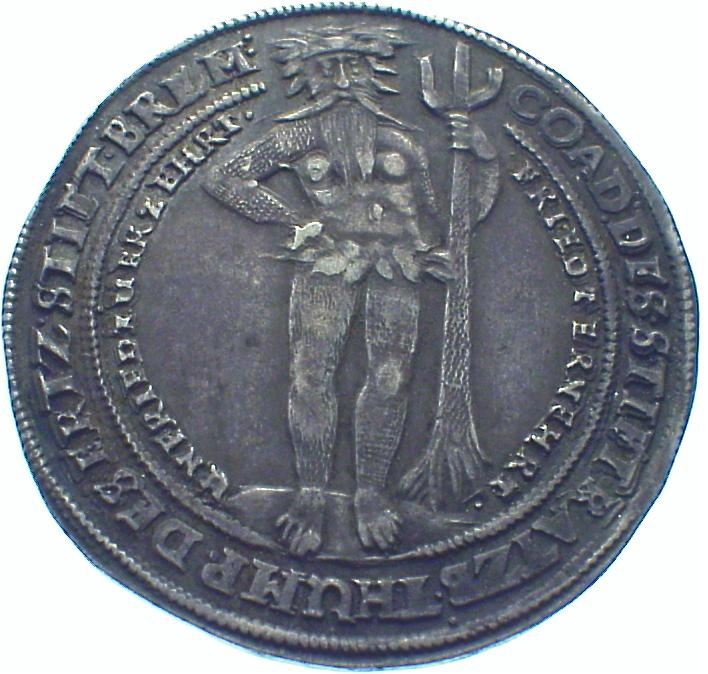
Um 1645: Braunschweig Lüneburg Celle, Taler ohne Jahr
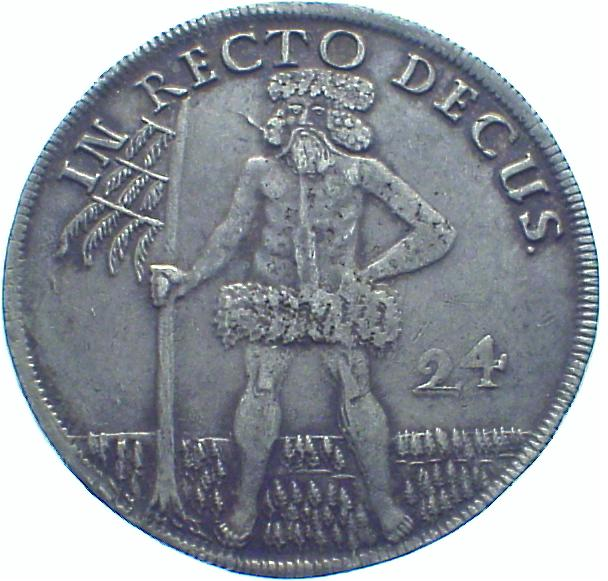
1699: 24 Mariengroschen nach Art eines Wildemannstalers
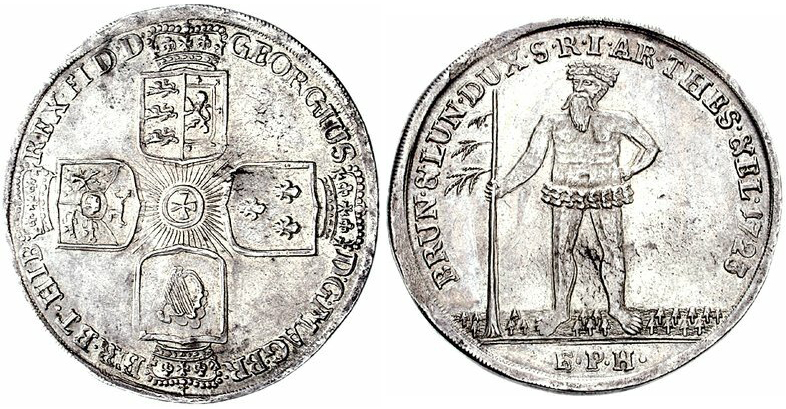
1723 in Zellerfeld geprägter Wildemannstaler

## Quelle
- Artikel „Wildemannstaler“ in Friedrich von Schrötter, N. Bauer, K. Regling, A. Suhle, R. Vasmer, J. Wilcke: Wörterbuch der Münzkunde, Berlin 1970 (Nachdruck der Originalausgabe von 1930), S. 747.